# Bộ Dứa

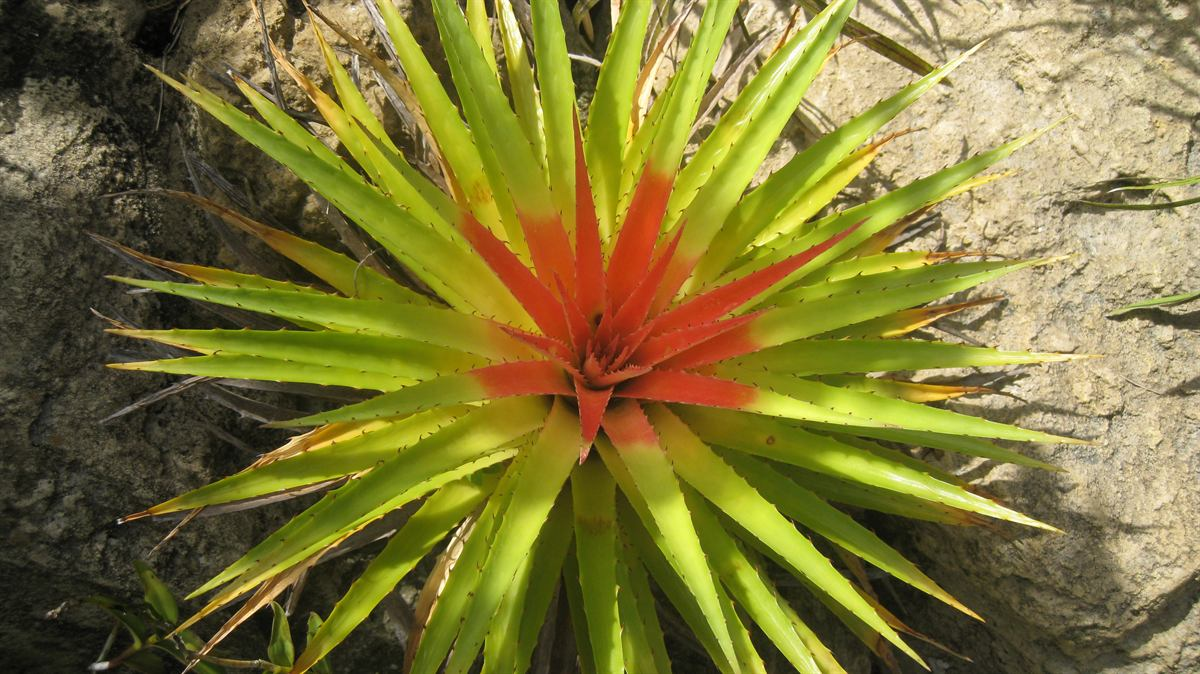
Bromelia humilis

Bộ Dứa (danh pháp khoa học: Bromeliales) là tên gọi thực vật của một bộ trong số các bộ thực vật có hoa. Trong các hệ thống phân loại truyền thống, chẳng hạn như hệ thống Engler hay hệ thống Cronquist nó chỉ chứa một họ duy nhất là họ Dứa (Bromeliaceae). Trong hệ thống Thorne người ta còn cho thêm họ Rapateaceae vào bộ này và nó được coi là một bộ của hai họ này.
Bộ này không được công nhận trong hệ thống APG II, và người ta đưa cả hai họ này vào bộ Hòa thảo (Poales).